# Delphine Nkansa
Delphine Nkansa (Auvelais, 21 september 2001) is een Belgische atlete, die gespecialiseerd is in de sprint. Ze werd driemaal Belgisch kampioene en eenmaal Europees kampioene U23. Ze nam eenmaal deel aan de Olympische Spelen.

## Loopbaan
Nkansa verbleef vooral in Portugal en Frankrijk, waar ze ook aan atletiekwedstrijden deed. Omdat ze over de Belgische nationaliteit beschikte, werd ze door haar collega’s gevraagd voor de 4 × 100 m estafetteploeg. Ze debuteerde in 2022 in België op de Belgische kampioenschappen in Gentbrugge. Ze werd na Rani Rosius tweede op de 100 m. Op de 200 m behaalde ze haar eerste Belgische titel.
Club
Nkansa is in België aangesloten bij Excelsior Sports Club. in Frankrijk bij US Ivry.

## Kampioenschappen

### Internationale kampioenschappen
| Onderdeel | Titel                 | Jaar |
| --------- | --------------------- | ---- |
| 200 m     | Europees kampioen U23 | 2023 |

### Belgische kampioenschappen
Outdoor
| Onderdeel | Jaar       |
| --------- | ---------- |
| 100 m     | 2023, 2024 |
| 200 m     | 2022       |

## Persoonlijke records
Outdoor
| Onderdeel | Prestatie | Wind     | Datum           | Plaats  |
| --------- | --------- | -------- | --------------- | ------- |
| 100 m     | 11,20 s   | +0,3 m/s | 29 juni 2024    | Brussel |
| 200 m     | 22,88 s   | +1,1 m/s | 3 augustus 2025 | Brussel |

Indoor
| Onderdeel | Prestatie | Datum           | Plaats       |
| --------- | --------- | --------------- | ------------ |
| 60 m      | 7,17 s    | 2 februari 2025 | Val-de-Reuil |
| 200 m     | 23,48 s   | 19 januari 2025 | Luxemburg    |

## Palmares

### 60 m
- 2023:  BK indoor AC – 7,28 s
- 2023: 6e EK indoor in Istanbul– 7,19 s
- 2024: 5e in ½ fin. WK indoor in Glasgow – 7,21 s

### 100 m
- 2022:  BK AC – 11,42 s
- 2022: 4e in ½ fin. EK in München – 11,39 s (in reeks 11,33 s)
- 2023: 4e EK U23 in Espoo – 11,36 s
- 2023:  BK AC – 11,03 s (w)
- 2024: 4e in ½ fin. EK in Rome – 11,21 s
- 2024:  BK AC – 11,20 s
- 2024: 7e in ½ fin. OS in Parijs – 11,28 s (in reeks 11,20 s)
- 2025:  BK AC – 11,32 s

Diamond League-resultaten
- 2025:  Athletissima (F1 nat.) - 11,33 s (-0,3 m/s)

### 200 m
- 2022:  BK AC – 23,34 s
- 2023:  EK U23 in Espoo – 23,31 s
- 2025:  BK AC – 22,68 s

### 4 × 100 m
- 2022: 6e EK in München – 43,98 s
- 2023: 5e EK U23 in Espoo – 43,66 s
- 2024: 6e EK in Rome – 43,48 s
- 2024: DQ in reeks OS in Parijs

## Onderscheidingen
- 2023: Gouden Spike voor beste belofte